# エンドレス・エクソシズム
『エンドレス・エクソシズム』（原題:The Possession of Hannah Grace）は2018年にアメリカ合衆国で公開されたホラー映画である。監督はディーデリク・ヴァン・ローイェン、主演はシェイ・ミッチェルが務めた。なお、本作は日本国内で劇場公開されなかったが、2019年7月3日にDVDが発売されている。

## あらすじ
ミーガン・リードはアルコール依存症の治療を受ける傍ら、病院の霊安室の警備員として働いていた。未だに酒を飲みたいという欲求をコントロールできないリードだったが、霊安室にいるときだけは酒のことを忘れることができた。そんなある日、ハンナ・グレイスという名前の少女の遺体が霊安室に運び込まれてきた。彼女は悪魔祓いの儀式の最中に亡くなったのだが、遺体は顔の判別ができないほどに損傷が激しかった。
ほどなくして、霊安室の周辺で怪現象が起こるようになった。やがてリードは「グレイスに悪魔が取り憑いていたという話は本当なのではないか」と思うようになったが、彼女には悪魔に対抗する術がなかった。

## キャスト
- シェイ・ミッチェル - ミーガン・リード（吹替：種市桃子）
- スタナ・カティック - リサ・ロバーツ、看護師。（吹替：清水はる香）
- グレイ・デイモン - アンドリュー・カーツ、警察官。（吹替：勝杏里）
- カービィ・ジョンソン - ハンナ・グレイス（吹替：下田屋有依）
- ニック・スーン - ランディ
- ジェイコブ・ミン＝トレント - アーニー
- マックス・マクナマラ - デイヴ
- ルイス・ハーサム - ホッブズ神父（吹替：松川裕輝）

## 製作
2016年3月23日、スクリーン・ジェムズが新作ホラー映画『Cadaver』の監督にディーデリク・ヴァン・ローイェンを起用したと報じられた。6月6日、シェイ・ミッチェルが本作に出演するとの報道があった。10月28日、スタナ・カティックがキャスト入りしたと報じられた。11月8日、本作の主要撮影がマサチューセッツ州ボストンで始まった。

## 公開・興行収入
2018年10月8日、ジェームズ・ガンがプロデューサーを務める新作映画『BrightBurn』の公開延期を受けて、同作の公開予定日であった2018年11月30日に本作が封切られることになったと報じられた。15日、本作のオフィシャル・トレイラーが公開された。
本作は公開初週末に280万ドル前後を稼ぎ出すと予想されていたが、実際の数字はそれを上回るものとなった。2018年11月30日、本作は全米2065館で公開され、公開初週末に640万ドルを稼ぎ出し、週末興行収入ランキング初登場7位となっている。

## 評価
本作に対する批評家からの評価は芳しいものではない。映画批評集積サイトのRotten Tomatoesには51件のレビューがあり、批評家支持率は20%、平均点は10点満点で4.18点となっている。サイト側による批評家の見解の要約は「『エンドレス・エクソシズム』は本格的なホラー映画を装っており、どうすればよかったかのヒントまで盛り込まれている。しかも、良質の恐怖を求める観客を苛立たせる作品である。」となっている。また、Metacriticには10件のレビューがあり、加重平均値は37/100となっている。なお、本作のCinemaScoreはC-となっている。